# Aeroporto di Maputo
L'Aeroporto di Maputo (ICAO: FQMA - IATA : MPM) è un aeroporto mozambicano situato a Mavalane A, Distrito Urbano de KaMavota, a 3 km a nord-ovest dal centro della capitale Maputo. La struttura, costituita da un solo terminal e dotata di due piste in asfalto, la più lunga con orientamento 5/23 lunga 3 660 m e la seconda con orientamento 10/28 lunga 1 700 m, è posta ad un'altitudine di 44 m s.l.d.m.
L'aeroporto, hub della compagnia aerea nazionale Linhas Aéreas de Moçambique, è gestito dalla Aeroportos de Moçambique ed è aperto al traffico commerciale pur conservando un'installazione militare nelle sue immediate vicinanze.
La maggior parte delle destinazioni servite dall'aeroporto sono in Africa, ma le destinazioni intercontinentali più usate sono: Turkish Airlines che opera voli per Istanbul, Turchia; Qatar Airways che opera voli per Doha, Qatar; e TAP Portugal per Lisbona, Portogallo.
Compagnie e Destinazioni:
| Compagnie Aeree         | Destinazioni |
| ----------------------- | --- |
| Airlink                 | Durban |
| Ethiopian Airlines      | Addis Ababa |
| Fastjet Mozambique      | Beira, Nampula, Tete |
| Kenya Airways           | Nairobi-Jomo Kenyatta |
| LAM Mozambique Airlines | Beira, Chimoio, Inhambane, Lichinga, Nacala, Nampula, Pemba, Quelimane, Tete, Vilanculos, Dar es Salaam, Harare, Johannesburg–OR Tambo, Nairobi–Jomo Kenyatta |
| Moçambique Expresso     | Beira, Tete |
| Qatar Airways           | Doha |
| South African Airways   | Johannesburg–OR Tambo |
| TAAG Angola Airlines    | Luanda |
| TAP Air Portugal        | Lisbona |
| Turkish Airlines        | Istanbul |

## Espansione
In questo aeroporto una compagnia cinese ha costruito un nuovo terminal cargo, in quello che era il punto di inizio della prima fase di costruzione di un'espansione finanziata da cinesi, con un costo iniziale stimato di 75 milioni di dollari americani. La prima fase si è conclusa con la costruzione e l'apertura di un terminal internazionale il 15 novembre 2010. Il nuovo terminal ha una capacità di 900.000 persone e originariamente si vedeva questo progetto anche come beneficio ai Campionati mondiali di calcio che si sono svolti in Sudafrica nel 2010, ma i lavori di costruzione non sono terminati in tempo. Sarà comunque pronto per gli All Africa Games, che si terranno a Maputo nel 2011. Inoltre, i costi del progetto alla fine sono stati molto più elevati rispetto a quelli inizialmente previsti. Una seconda fase di costruzione comporterà il completamento di un nuovo terminal domestico dove si trova l'attuale terminal. Il nuovo terminal serve 400 passeggeri in arrivo e in partenza all'ora, rispetto al vecchio terminal, che poteva gestire solo 150 passeggeri all'ora.

## Incidenti
- il 10 luglio 1986 un Douglas C-47A della Zimbabwe Air Force si è schiantato durante la fase di decollo. Tutti i 17 occupanti sono morti.
- Il 29 novembre 2013, LAM Flight TM-470 ha operato su un volo passeggeri di linea da Maputo, Mozambico a Luanda, Angola. Stava volando a FL380 (38’000 piedi) quando l'aereo è entrato in un'improvvisa discesa. Tutti i 33 a bordo sono stati uccisi mentre il jet Embraer 190 ha colpito il suolo nel Parco Nazionale di Bwabwata in Namibia. Si sospetta suicidio per omicidio del pilota.